# ジェシカ・ホーキンス
ジェシカ・ホーキンス（Jessica Hawkins, 1995年2月16日 - ）は、イギリス（イングランド）出身のレーシングドライバー兼スタントドライバー。

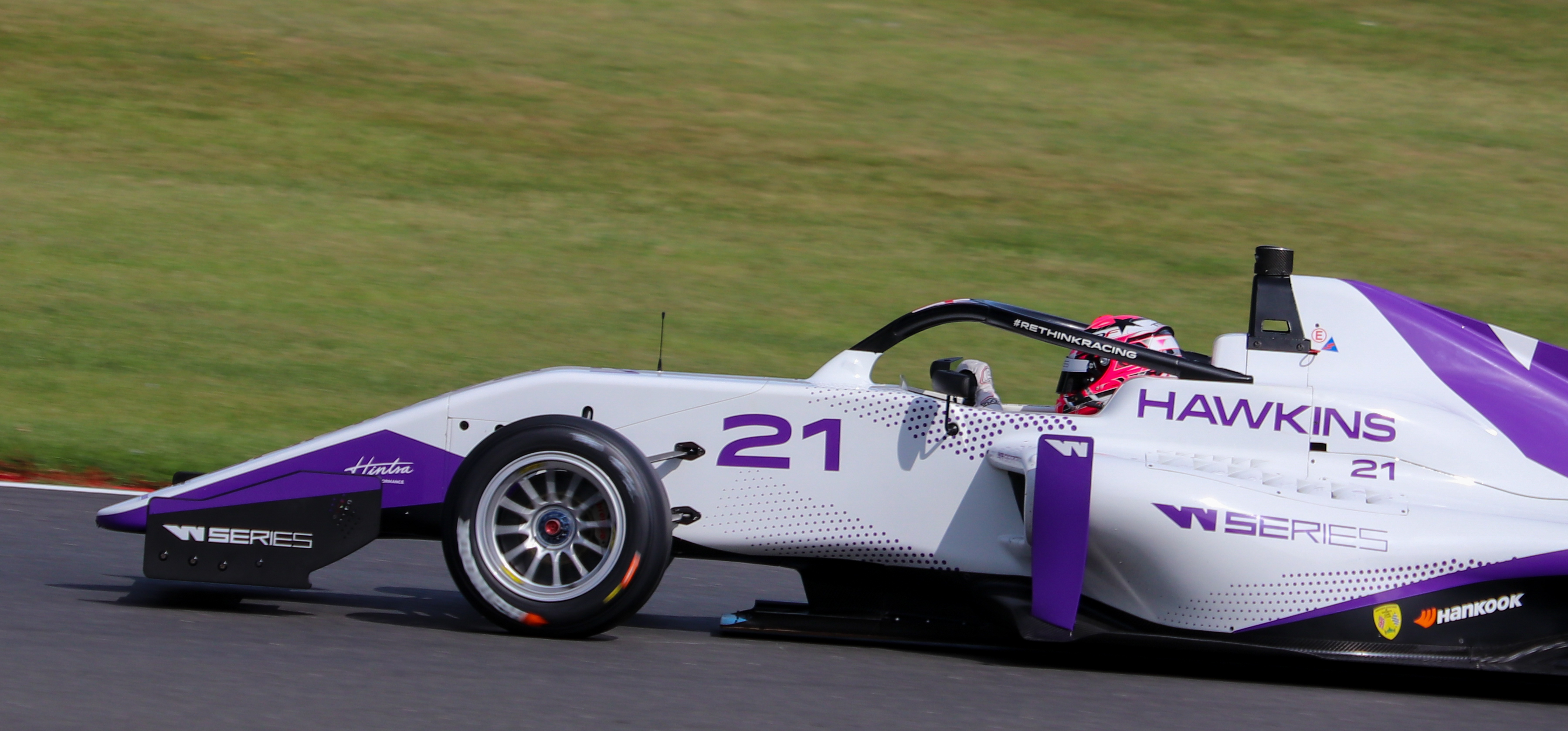
Wシリーズで出走中のホーキンス。ブランズ・ハッチにて。
（2019年）

## 経歴
2014年、シルバーストンで開催された「イギリス・フォーミュラ・フォード選手権（英語版）」へ1ラウンド出場し2度のトップ10入りを果たす（10位2回）。ルーキーながらも好成績を収め、この結果がファルコン・モータースポーツの目に留まり「MSA・フォーミュラ（英語版）」への途中参戦が決まる。第4戦（オウルトン・パーク）から第8戦（ロッキンガム・モーター・スピードウェイ（英語版））までの計15レース出走する。決勝最高位は2度の11位、ランキングは23位。その後、2015-16年の「MRF・チャレンジ（英語版）」へスポット参戦し、第2戦（バーレーン）の2レース出走する。結果は2レース共に15位で終えた。
2016年、ホーキンスはシングル＝メイク・レースへ進出して、「フォルクスワーゲン・レーシング・カップ・シリーズ」へ参戦する。2017年は、「ミニ・チャレンジ UK（英語版）」へエントリーする。クーパー・プロ・クラスで6勝を挙げマット・ハモンドに次ぐランキング2位でシーズンを終えた。2018年、ホーキンスは再び「VW・カップ」へ復帰。シーズンの大半を映画のライヴショーである「ワイルド・スピード・ライヴ」のスタントドライバーとして活動した。2019年は、新たに発足した女性限定のフォーミュラレース「Wシリーズ」へ参戦する。最終2戦で共に7位入賞を果たし、総合12位（12ポイント）で初年度を終えた。2020年、新型コロナウイルス感染症の世界的流行により「Wシリーズ」が中止され、ホーキンスはパワー・マックスド・レーシング（英語版）から「イギリス・ツーリングカー選手権」へスポット参戦した。第7戦（スネッタートン・サーキット）で3レース出走した（レース1・22位、レース2・21位、レース3・20位）。
2021年もホーキンスはスタントドライバーとして活躍し、映画「007／ノー・タイム・トゥ・ダイ」へ出演した。5月19日、アストンマーティン・コグニザントF1チームのドライバーアンバサダーへ就任した。欠場したアンディ・ニート（英語版）の代役としてレーシング・ウィズ・ウェラ＆フォトン・グループ（英語版）から「BTCC」へスポット参戦した。
2019年5月6日、ホーキンスはホンダ製芝刈り機「Mean Mower V2」をドライブする。そして「時速100マイル（約160キロ）に達するまでの最高加速」を達成し世界記録を樹立、ギネス世界記録へ認定された。
2023年9月21日、ハンガロリンクにて2021年型マシンのアストンマーティン・AMR21へ乗り込み自身初となるF1テスト走行を行う。計26周のテスト走行となった。

## 私生活
ホーキンスは現在、同郷のレーシングドライバーであるアビー・イートン（英語版）と交際している。

## レース戦績

### 略歴
| 年      | シリーズ                                                | チーム                                                                 | レース | 勝利 | PP | FL | 表彰台 | ポイント | 順位 |
| ------- | ------------------------------------------------------- | ---------------------------------------------------------------------- | ------ | ---- | -- | -- | ------ | -------- | ---- |
| 2014    | イギリス・フォーミュラ・フォード選手権（英語版）        | MBM・モータースポーツ                                                  | 3      | 0    | 0  | 0  | 0      | 0        | NC   |
| 2015    | MSA・フォーミュラ（英語版）                             | ファルコン・モータースポーツ                                           | 15     | 0    | 0  | 0  | 0      | 13       | 23位 |
| 2015-16 | MRF・チャレンジ・フォーミュラ2000（英語版）             | MRF・レーシング（英語版）                                              | 2      | 0    | 0  | 0  | 0      | 0        | 27位 |
| 2016    | フォルクスワーゲン・レーシング・カップ GB               | チーム・ハード・レーシング（英語版）                                   | 3      | 0    | 0  | 0  | 0      | 54       | 22位 |
| 2017    | ミニ・チャレンジ UK - Pro Class（英語版）               | エクセラーエイト・モータースポーツ（英語版）                           | 18     | 5    | 3  | 1  | 13     | 727      | 2位  |
| 2018    | フォルクスワーゲン・レーシング・カップ GB               | アルミー・モータースポーツ                                             | 2      | 0    | 0  | 0  | 0      | 36       | 25位 |
| 2019    | Wシリーズ                                               | ハイテックGP（英語版）                                                 | 6      | 0    | 0  | 0  | 0      | 12       | 11位 |
| 2019-20 | ジャガー・I-ペース・eトロフィー（英語版）               | ジャガー・VIP・カー                                                    | 2      | 0    | 0  | 0  | 0      | 0        | NC   |
| 2020    | イギリス・ツーリングカー選手権                          | パワー・マックスド・レーシング（英語版）                               | 3      | 0    | 0  | 0  | 0      | 0        | 33位 |
| 2021    | Wシリーズ                                               | レーシング・エックス                                                   | 8      | 0    | 0  | 0  | 0      | 27       | 11位 |
| 2021    | イギリス・ツーリングカー選手権                          | レーシング・ウィズ・ウェラ＆フォトン・グループ（英語版）               | 3      | 0    | 0  | 0  | 0      | 0        | 33位 |
| 2022    | TCR・UK・ツーリング・カー・チャンピオンシップ（英語版） | ファストアール・レーシング・チーム                                     | 11     | 1    | 0  | 0  | 1      | 129      | 14位 |
| 2022    | Wシリーズ                                               | クリックトゥードライヴ・ブリストル・ストリート・モーターズ・レーシング | 7      | 0    | 0  | 0  | 1      | 37       | 9位  |
| 2023    | ブリットカー・プロトタイプ・カップ - Praga              | ユニバーシティ・オブ・ウルヴァーハンプトン・レーシング                 | 3      | 1    | 0  | 1  | 2      | 54       | 2位* |
| 2023    | ゼオ・プロトタイプ・カップ - Class A                    | ユニバーシティ・オブ・ウルヴァーハンプトン・レーシング                 | 6      | 5    | 2  | 4  | 5      | N/A      | 1位* |

- * : 現状の今シーズン順位。

### Wシリーズ
| 年     | チーム                                         | 1      | 2       | 3      | 4       | 5      | 6      | 7     | 8      | DC   | ポイント |
| ------ | ---------------------------------------------- | ------ | ------- | ------ | ------- | ------ | ------ | ----- | ------ | ---- | -------- |
| 2019年 | ハイテックGP （英語版）                        | HOC 11 | ZOL 13  | MIS 15 | NOR Ret | ASS 7  | BRH 7  |       |        | 11位 | 12       |
| 2021年 | レーシング・エックス                           | RBR 16 | RBR 16  | SIL 16 | HUN 10  | SPA 6  | ZAN 5  | COA 6 | COA 15 | 11位 | 27       |
| 2022年 | ブリストル・ストリート・モーターズ・レーシング | MIA 2  | MIA 18† | CAT 11 | SIL 6   | LEC 10 | HUN 14 | SIN 5 |        | 9位  | 37       |

- 太字はポールポジション、斜字はファステストラップ。(key)
- † : リタイアだが、90%以上の距離を走行したため規定により完走扱い。

### イギリス・ツーリングカー選手権
| 年                | チーム                                                    | 車両                    | 1     | 2     | 3     | 4        | 5        | 6        | 7     | 8     | 9     | 10    | 11    | 12    | 13    | 14    | 15    | 16    | 17    | 18    | 19    | 20    | 21    | 22       | 23       | 24       | 25    | 26    | 27    | 28    | 29    | 30    | DC   | ポイント |
| ----------------- | --------------------------------------------------------- | ----------------------- | ----- | ----- | ----- | -------- | -------- | -------- | ----- | ----- | ----- | ----- | ----- | ----- | ----- | ----- | ----- | ----- | ----- | ----- | ----- | ----- | ----- | -------- | -------- | -------- | ----- | ----- | ----- | ----- | ----- | ----- | ---- | -------- |
| 2020年            | パワー・マックスド・カー・ケア・レーシング （英語版）     | ボクスホール・アストラ  | DON 1 | DON 2 | DON 3 | BRH 1    | BRH 2    | BRH 3    | OUL 1 | OUL 2 | OUL 3 | KNO 1 | KNO 2 | KNO 3 | THR 1 | THR 2 | THR 3 | SIL 1 | SIL 2 | SIL 3 | CRO 1 | CRO 2 | CRO 3 | SNE 1 22 | SNE 2 21 | SNE 3 20 | BRH 1 | BRH 2 | BRH 3 |       |       |       | 33位 | 0        |
| 2021年 （英語版） | レーシング・ウィズ・ウェラ＆フォトン・グループ （英語版） | フォード・フォーカス ST | THR 1 | THR 2 | THR 3 | SNE 1 23 | SNE 2 21 | SNE 3 23 | BRH 1 | BRH 2 | BRH 3 | OUL 1 | OUL 2 | OUL 3 | KNO 1 | KNO 2 | KNO 3 | THR 1 | THR 2 | THR 3 | CRO 1 | CRO 2 | CRO 3 | SIL 1    | SIL 2    | SIL 3    | DON 1 | DON 2 | DON 3 | BRH 1 | BRH 2 | BRH 3 | 33位 | 0        |

- 太字はポールポジション、斜字はファステストラップ。(key)